# Unione Sportiva Vibonese Calcio 2016-2017
Questa voce raccoglie le informazioni riguardo all'Unione Sportiva Vibonese Calcio nelle competizioni ufficiali della stagione 2016-2017.

## Divise e sponsor
Il materiale per la stagione 2016-2017 è fornito da Ready Sport, mentre il solo altro sponsor presente sulla maglietta è Probet, azienda maltese di scommesse online al suo primo anno di partnership con la squadra calabrese. Il completo di casa, consto della tradizionale palatura rossoblù, di un colletto bianco bordato anch'esso di rosso e blu e di due strisce bianche verticali lungo le spalle, è accompagnato da una divisa di cortesia completamente bianca con un largo palo rossoblù sfumato agli estremi inframezzato dal logo dello sponsor. La terza maglia, sfoggiata unicamente nella trasferta di Lecce del 25 febbraio 2017, è di colore blu elettrico con una linea orizzontale bianca sul petto e pantaloncini bianchi. In occasione delle prime due sfide di Coppa Italia Lega Pro contro Paganese e Reggina, la Vibonese è scesa in campo indossando una quarta maglia, bianca con colletto blu e pantaloncini rossi.
| Casa | Trasferta | Terza divisa | Quarta divisa |

## Organigramma societario
Dal sito internet ufficiale della società.
Area direttiva
- Presidente: Giuseppe Caffo
- Direttore generale: Danilo Beccaria
- Direttore sportivo: Marcello Battaglia
- Segretario generale: Saverio Mancini
- Segretaria: Roberta Mancini
- Segretario: Alfonso De Rito
- Delegato alla sicurezza: Giorgio Galati
- Addetto alla logistica: Roberto Russo
- Direttore Settore Giovanile e Scuola Calcio: Rino Putrino
- Segreteria Scuola Calcio: Lorenza Zangari
- Addetto Stampa: Roberto Saverino
- Webmaster, SEO, Article Writer: Umberto Franza
- Magazzinieri: Lytuyn Romano, Domenico Mazzitelli

Staff tecnico
- Allenatore: Francesco Costantino fino al 6 gennaio 2017,[9] poi Salvatore Campilongo[10]
- Allenatore in seconda: Salvatore Periti
- Preparatori dei portieri: Salvatore Periti, Giuseppe Graci
- Preparatore atletico: Gino Mondilla fino all'11 gennaio 2017[11]

Staff medico
- Massaggiatore: Carlo Sposato
- Massofisioterapista: Bruno Tamburro

## Rosa
| N. |                         | Ruolo | Calciatore                 |
| -- | ----------------------- | ----- | -------------------------- |
| 1  | Italia (bandiera)       | P     | Stefano Russo              |
| 2  | Italia (bandiera)       | D     | Gabriele Franchino         |
| 3  | Italia (bandiera)       | D     | Daniele Paparusso          |
| 3  | Italia (bandiera)       | D     | Filippo Minarini           |
| 4  | Italia (bandiera)       | C     | Giovanni Giuffrida         |
| 5  | Italia (bandiera)       | D     | Pietro Sicignano           |
| 6  | Italia (bandiera)       | C     | Angelo Chiavazzo           |
| 6  | Italia (bandiera)       | D     | Davide Moi                 |
| 7  | Italia (bandiera)       | C     | Fabrizio Scapellato        |
| 8  | Francia (bandiera)      | C     | Guillaume Legras           |
| 9  | Italia (bandiera)       | A     | Andrea Saraniti (capitano) |
| 10 | Italia (bandiera)       | A     | Savino Leonetti            |
| 10 | Gambia (bandiera)       | A     | Ali Sowe                   |
| 11 | Italia (bandiera)       | A     | Mattia Rossetti            |
| 13 | Italia (bandiera)       | C     | Francesco Torelli          |
| 14 | Burkina Faso (bandiera) | C     | Abdul Yabré                |

| N. |                       | Ruolo | Calciatore                  |
| -- | --------------------- | ----- | --------------------------- |
| 15 | Italia (bandiera)     | C     | Luigi Viola                 |
| 16 | Italia (bandiera)     | D     | Luigi Silvestri             |
| 17 | Italia (bandiera)     | C     | Stefano Tindo               |
| 18 | Italia (bandiera)     | D     | Giovanni Lettieri           |
| 19 | Italia (bandiera)     | C     | Santo Buda                  |
| 19 | Argentina (bandiera)  | A     | Sergio Bubas                |
| 21 | Italia (bandiera)     | A     | Giuseppe Surace             |
| 22 | Italia (bandiera)     | P     | Riccardo Mengoni            |
| 23 | Italia (bandiera)     | D     | Luigi Manzo (vice capitano) |
| 25 | Slovacchia (bandiera) | C     | Juraj Piroska               |
| 26 | Italia (bandiera)     | D     | Rocco Sabato                |
| 26 | Gambia (bandiera)     | A     | Mousa Sowe                  |
| 27 | Italia (bandiera)     | A     | Lorenzo Di Curzio           |
| 28 | Italia (bandiera)     | A     | Pietro Cogliati             |
| 29 | Germania (bandiera)   | D     | Luigi Usai                  |
| 30 | Italia (bandiera)     | C     | Francesco Favasuli          |

## Calciomercato

### Sessione estiva(dal 1/7 al 31/8)
| Acquisti | Acquisti            | Acquisti       | Acquisti   |
| R.       | Nome                | da             | Modalità   |
| -------- | ------------------- | -------------- | ---------- |
| P        | Giulio Cetrangolo   | Monza          | definitivo |
| P        | Riccardo Mengoni    | Lucchese       | definitivo |
| P        | Stefano Russo       | Juve Stabia    | definitivo |
| D        | Rocco Sabato        | Maceratese     | definitivo |
| D        | Gabriele Franchino  | Cuneo          | definitivo |
| D        | Giovanni Lettieri   | Vigor Lamezia  | definitivo |
| D        | Attilio Cinquegrana | Roccella       | definitivo |
| D        | Pietro Sicignano    | Cavese         | definitivo |
| D        | Dario Scuderi       | Trapani        | definitivo |
| D        | Luigi Denis Usai    | Sestri Levante | definitivo |
| C        | Giovanni Giuffrida  | Maceratese     | definitivo |
| C        | Abdul Yabré         | Cesena         | prestito   |
| C        | Guillaume Legras    | AlbinoLeffe    | definitivo |
| C        | Francesco Caridi    | Reggina        | definitivo |
| C        | Angelo Chiavazzo    | Taranto        | definitivo |
| C        | Arnor Angeli        | Dender         | definitivo |
| C        | Stefano Tindo       | Torino         | prestito   |
| A        | Savino Leonetti     | Rimini         | definitivo |
| A        | Mattia Rossetti     | Catania        | prestito   |
| A        | Pietro Cogliati     | Giana Erminio  | definitivo |
| A        | Lorenzo Di Curzio   | Livorno        | prestito   |

| Cessioni | Cessioni            | Cessioni       | Cessioni   |
| R.       | Nome                | a              | Modalità   |
| -------- | ------------------- | -------------- | ---------- |
| D        | Salvatore Scoppetta | Palmese        | definitivo |
| D        | Gaetano Bertini     | Vigor Lamezia  | definitivo |
| D        | Ciro Castaldo       | Sambenedettese | definitivo |
| D        | Domenico Patti      |                | svincolato |
| C        | Antonio Crucitti    | Palmese        | definitivo |
| C        | Franco Da Dalt      | Frattese       | definitivo |
| C        | Cosimo Cosenza      | Pro Vasto      | definitivo |
| C        | Marco Cuomo         | Pomigliano     | definitivo |
| C        | Luigi Calemme       | FC Francavilla | definitivo |
| A        | Juan Carlos Garat   | Civitavecchia  | definitivo |
| A        | Francesco Ferrario  | Sassuolo       | prestito   |

### Operazione fra le due sessioni
| Acquisti | Acquisti           | Acquisti | Acquisti   |
| R.       | Nome               | da       | Modalità   |
| -------- | ------------------ | -------- | ---------- |
| C        | Francesco Favasuli |          | svincolato |
| A        | Mousa Sowe         |          | svincolato |

### Sessione invernale(dal 3/1 al 31/1)
| Acquisti | Acquisti          | Acquisti            | Acquisti   |
| R.       | Nome              | da                  | Modalità   |
| -------- | ----------------- | ------------------- | ---------- |
| D        | Filippo Minarini  | Modena              | prestito   |
| D        | Davide Moi        | Ancona              | definitivo |
| D        | Luigi Silvestri   | Paganese            | definitivo |
| C        | Juraj Piroska     | Petržalka           | definitivo |
| C        | Francesco Torelli | AltoVicentino       | definitivo |
| C        | Luigi Viola       | Monopoli            | definitivo |
| A        | Sergio Bubas      | San Marcos de Arica | definitivo |
| A        | Ali Sowe          | Chievo              | prestito   |

| Cessioni | Cessioni            | Cessioni    | Cessioni              |
| R.       | Nome                | a           | Modalità              |
| -------- | ------------------- | ----------- | --------------------- |
| P        | Giulio Cetrangolo   | Nocerina    | risoluzione contratto |
| D        | Attilio Cinquegrana | Palmese     | risoluzione contratto |
| D        | Daniele Paparusso   | Racing Roma | definitivo            |
| D        | Rocco Sabato        |             | risoluzione contratto |
| C        | Santo Buda          | Imolese     | prestito              |
| C        | Angelo Chiavazzo    |             | risoluzione contratto |
| A        | Savino Leonetti     |             | risoluzione contratto |

## Risultati

### Lega Pro

#### Girone di andata
| Arbitro: | Camplone (Pescara) |

|              |           |              |
| G. Gómez 26’ | Marcatori | 68’ Saraniti |

| Arbitro: | I. Guida (Salerno) |

|                       |           |  |
| De Martino 85’ (aut.) | Marcatori |  |

| Arbitro: | Mancini (Fermo) |

|                                      |           |  |
| Riverola 41’ F. Mazzeo 65’ Sarno 78’ | Marcatori |  |

| Arbitro: | Capone (Palermo) |

|  |           |             |
|  | Marcatori | 61’ Iannini |

| Arbitro: | Guccini (Albano Laziale) |

|                          |           |  |
| Gambino 12’ Statella 79’ | Marcatori |  |

| Arbitro: | Pietropaolo (Modena) |

|  |           |             |
|  | Marcatori | 46’ Carlini |

| Arbitro: | Cudini (Fermo) |

|                             |           |  |
| Ripa 19’, 85’, 90+3’ (rig.) | Marcatori |  |

| Arbitro: | Zingarelli (Siena) |

|                            |           |                             |
| Saraniti 45+2’, 74’ (rig.) | Marcatori | 21’ Mar. Mancosu 49’ Lepore |

| Vibo Valentia 16 ottobre 2016, ore 14:30 CEST 9ª giornata | Vibonese          | 0 – 0 referto | Siracusa | Luigi Razza (753 spett.)\| Arbitro: \| Amabile (Vicenza) \| |
| Arbitro:                                                  | Amabile (Vicenza) |               |          |                                                             |

| Arbitro: | Zufferli (Udine) |

|                                     |           |              |
| Găldean 50’ Idda 67’ Alessandro 73’ | Marcatori | 59’ Saraniti |

| Arbitro: | Strippoli (Bari) |

|                     |           |  |
| Saraniti 33’ (rig.) | Marcatori |  |

| Andria 6 novembre 2016, ore 16:30 CET 12ª giornata | Fidelis Andria   | 0 – 0 referto | Vibonese | Degli Ulivi (1 934 spett.)\| Arbitro: \| Tursi (Valdarno) \| |
| Arbitro:                                           | Tursi (Valdarno) |               |          |                                                              |

| Arbitro: | Miele (Torino) |

|  |           |                            |
|  | Marcatori | 7’ Cogliati 90+1’ Leonetti |

| Arbitro: | Carella (Bari) |

|               |           |               |
| Sicignano 78’ | Marcatori | 57’ C. Foggia |

| Arbitro: | Bertani (Pisa) |

|               |           |  |
| Mazzarani 75’ | Marcatori |  |

| Vibo Valentia 3 dicembre 2016, ore 14:30 CET 16ª giornata | Vibonese                 | 0 – 0 referto | Paganese | Luigi Razza (646 spett.)\| Arbitro: \| Pashuku (Albano Laziale) \| |
| Arbitro:                                                  | Pashuku (Albano Laziale) |               |          |                                                                    |

| Arbitro: | Proietti (Terni) |

|                                  |           |  |
| Cunzi 26’ G. Giovinco 59’ (rig.) | Marcatori |  |

| Arbitro: | Meraviglia (Pistoia) |

|  |           |                           |
|  | Marcatori | 31’ Magnaghi 66’ A. Viola |

| Arbitro: | Robilotta (Sala Consilina) |

|                                               |           |  |
| Usai 54’ (aut.) Maccarrone 83’ Pozzebon 90+2’ | Marcatori |  |

#### Girone di ritorno
| Arbitro: | Mastrodonato (Molfetta) |

|  |           |           |
|  | Marcatori | 7’ Cochis |

| Arbitro: | De Santis (Lecce) |

|            |           |  |
| Varone 51’ | Marcatori |  |

| Arbitro: | Pillitteri (Palermo) |

|          |           |                                     |
| Manzo 9’ | Marcatori | 22’ Rubin 40’ F. Mazzeo 60’ Chiricò |

| Arbitro: | D'Apice (Arezzo) |

|              |           |  |
| Ingrosso 47’ | Marcatori |  |

| Arbitro: | Strippoli (Bari) |

|                     |           |             |
| Saraniti 39’ (rig.) | Marcatori | 76’ Calamai |

| Arbitro: | Ayroldi (Molfetta) |

|            |           |                         |
| Rajčić 13’ | Marcatori | 29’ A. Sowe 33’ Piroska |

| Arbitro: | Mantelli (Brescia) |

|  |           |            |
|  | Marcatori | 78’ Morero |

| Arbitro: | Volpi (Arezzo) |

|                                |           |              |
| Pacilli 20’ (rig.) Marconi 82’ | Marcatori | 38’ L. Viola |

| Arbitro: | Carella (Bari) |

|                                                  |           |              |
| Catania 20’ Valente 32’ M. Turati 43’ Azzi 90+3’ | Marcatori | 57’ Minarini |

| Arbitro: | Fiorini (Frosinone) |

|                       |           |  |
| Bubas 66’ A. Sowe 85’ | Marcatori |  |

| Reggio Calabria 19 marzo 2017, ore 18:45 CET 30ª giornata | Reggina           | 0 – 0 referto | Vibonese | Oreste Granillo (3 478 spett.)\| Arbitro: \| Piscopo (Imperia) \| |
| Arbitro:                                                  | Piscopo (Imperia) |               |          |                                                                   |

| Arbitro: | De Remigis (Teramo) |

|              |           |  |
| L. Viola 87’ | Marcatori |  |

| Arbitro: | Amabile (Vicenza) |

|                                  |           |                          |
| Saraniti 13’ (rig.) L. Viola 77’ | Marcatori | 69’ Gatto 90+3’ Mavretić |

| Arbitro: | Ranaldi (Tivoli) |

|  |           |              |
|  | Marcatori | 42’ Minarini |

| Arbitro: | Miele (Torino) |

|              |           |             |
| L. Viola 68’ | Marcatori | 80’ Barišič |

| Arbitro: | Natilla (Molfetta) |

|                      |           |            |
| Cicerelli 86’ (rig.) | Marcatori | 4’ A. Sowe |

| Arbitro: | Fourneau (Roma 1) |

|                  |           |           |
| A. Sowe 48’, 74’ | Marcatori | 7’ Zanini |

| Arbitro: | Pagliardini (Arezzo) |

|                |           |                              |
| A. Viola 90+2’ | Marcatori | 11’ (rig.) A. Sowe 39’ Bubas |

| Vibo Valentia 7 maggio 2017, ore 17:30 CEST 38ª giornata | Vibonese            | 0 – 0 referto | Messina | Luigi Razza (1 711 spett.)\| Arbitro: \| Annaloro (Collegno) \| |
| Arbitro:                                                 | Annaloro (Collegno) |               |         |                                                                 |

#### Play-out
| Arbitro: | Piscopo (Imperia) |

|                                        |           |                        |
| A. Sowe 4’ (aut.) Zanini 64’ Sarao 74’ | Marcatori | 20’ Bubas 58’ L. Viola |

| Arbitro: | Guccini (Albano Laziale) |

|           |           |           |
| Bubas 37’ | Marcatori | 7’ Basrak |

### Coppa Italia Lega Pro

#### Fase a gironi
| Arbitro: | Detta (Mantova) |

|  |           |                                  |
|  | Marcatori | 70’ (rig.) Saraniti 78’ Rossetti |

| Arbitro: | Curti (Milano) |

|                            |           |                                   |
| Chiavazzo 52’ Saraniti 63’ | Marcatori | 38’ Bangu 69’ (rig.) De Francesco |

#### Fase a eliminazione diretta
| Arbitro: | Pasciuta (Agrigento) |

|                       |           |  |
| Ferri 49’ Madonia 75’ | Marcatori |  |

## Statistiche
Statistiche aggiornate al 28 maggio 2017.

### Statistiche di squadra
| Competizione          | Punti | In casa | In casa | In casa | In casa | In casa | In casa | In trasferta | In trasferta | In trasferta | In trasferta | In trasferta | In trasferta | Totale | Totale | Totale | Totale | Totale | Totale | DR  |
| Competizione          | Punti | G       | V       | N       | P       | Gf      | Gs      | G            | V            | N            | P            | Gf           | Gs           | G      | V      | N      | P      | Gf     | Gs     | DR  |
| --------------------- | ----- | ------- | ------- | ------- | ------- | ------- | ------- | ------------ | ------------ | ------------ | ------------ | ------------ | ------------ | ------ | ------ | ------ | ------ | ------ | ------ | --- |
| Lega Pro              | 39    | 19+1    | 5       | 8+1     | 6       | 15+1    | 17+1    | 19+1         | 4            | 4            | 11+1         | 12+2         | 29+3         | 38+2   | 9      | 12+1   | 17+1   | 27+3   | 46+4   | -19 |
| Coppa Italia Lega Pro | 4     | 1       | 0       | 1       | 0       | 2       | 2       | 2            | 1            | 0            | 0            | 2            | 2            | 3      | 1      | 1      | 1      | 4      | 4      | 0   |
| Totale                | 43    | 21      | 5       | 10      | 6       | 18      | 20      | 22           | 5            | 4            | 12           | 16           | 34           | 43     | 10     | 14     | 19     | 34     | 54     | -20 |

### Andamento in campionato
| Giornata  | 1  | 2 | 3 | 4  | 5  | 6  | 7  | 8  | 9  | 10 | 11 | 12 | 13 | 14 | 15 | 16 | 17 | 18 | 19 | 20 | 21 | 22 | 23 | 24 | 25 | 26 | 27 | 28 | 29 | 30 | 31 | 32 | 33 | 34 | 35 | 36 | 37 | 38 |
| --------- | -- | - | - | -- | -- | -- | -- | -- | -- | -- | -- | -- | -- | -- | -- | -- | -- | -- | -- | -- | -- | -- | -- | -- | -- | -- | -- | -- | -- | -- | -- | -- | -- | -- | -- | -- | -- | -- |
| Luogo     | T  | C | T | C  | T  | C  | T  | C  | C  | T  | C  | T  | T  | C  | T  | C  | T  | C  | T  | C  | T  | C  | T  | C  | T  | C  | T  | T  | C  | T  | C  | C  | T  | C  | T  | C  | T  | C  |
| Risultato | N  | V | P | P  | P  | P  | P  | N  | N  | P  | V  | N  | V  | N  | P  | N  | P  | P  | P  | P  | P  | P  | P  | N  | V  | P  | P  | P  | V  | N  | V  | N  | V  | N  | N  | V  | V  | N  |
| Posizione | 10 | 5 | 8 | 13 | 14 | 15 | 18 | 18 | 17 | 19 | 18 | 18 | 15 | 14 | 16 | 16 | 17 | 18 | 20 | 20 | 20 | 20 | 20 | 20 | 19 | 19 | 19 | 20 | 20 | 20 | 20 | 19 | 19 | 18 | 18 | 18 | 18 | 17 |

Fonte: (IT) Classifica Progressiva Lega Pro Girone C 2016-2017, su tuttocampo.it. URL consultato il 21 novembre 2024.
Legenda:

Luogo: C = Casa; T = Trasferta. Risultato: V = Vittoria; N = Pareggio; P = Sconfitta.

### Statistiche dei giocatori
Sono in corsivo i calciatori che hanno lasciato la società a stagione in corso.
| Giocatore     | Lega Pro | Lega Pro | Lega Pro    | Lega Pro   | Coppa Italia Lega Pro | Coppa Italia Lega Pro | Coppa Italia Lega Pro | Coppa Italia Lega Pro | Totale   | Totale | Totale      | Totale     |
| Giocatore     | Presenze | Reti     | Ammonizioni | Espulsioni | Presenze              | Reti                  | Ammonizioni           | Espulsioni            | Presenze | Reti   | Ammonizioni | Espulsioni |
| ------------- | -------- | -------- | ----------- | ---------- | --------------------- | --------------------- | --------------------- | --------------------- | -------- | ------ | ----------- | ---------- |
| S. Bubas      | 12+2     | 2+2      | 1           | 0          | 0                     | 0                     | 0                     | 0                     | 14       | 4      | 1           | 0          |
| S. Buda       | 1        | 0        | 0           | 0          | 0                     | 0                     | 0                     | 0                     | 1        | 0      | 0           | 0          |
| A. Chiavazzo  | 11       | 0        | 0           | 0          | 3                     | 1                     | 0                     | 0                     | 14       | 1      | 0           | 0          |
| P. Cogliati   | 21+1     | 1        | 0           | 0          | 1                     | 0                     | 0                     | 0                     | 23       | 1      | 0           | 0          |
| L. Di Curzio  | 16       | 0        | 0           | 0          | 1                     | 0                     | 0                     | 0                     | 17       | 0      | 0           | 0          |
| F. Favasuli   | 23+2     | 0        | 5+1         | 0          | 1                     | 0                     | 0                     | 0                     | 26       | 0      | 6           | 0          |
| G. Franchino  | 29+1     | 0        | 5           | 1          | 2                     | 0                     | 0                     | 0                     | 32       | 0      | 5           | 1          |
| G. Giuffrida  | 34+1     | 0        | 7           | 0+1        | 2                     | 0                     | 0                     | 0                     | 37       | 0      | 7           | 1          |
| G. Legras     | 31+2     | 0        | 5           | 0          | 2                     | 0                     | 0                     | 0                     | 35       | 0      | 5           | 0          |
| S. Leonetti   | 14       | 1        | 0           | 0          | 2                     | 0                     | 0                     | 0                     | 16       | 1      | 0           | 0          |
| G. Lettieri   | 4+1      | 0        | 0           | 0          | 1                     | 0                     | 0                     | 0                     | 6        | 0      | 0           | 0          |
| L. Manzo      | 38+2     | 1        | 3           | 0          | 3                     | 0                     | 0                     | 0                     | 43       | 1      | 3           | 0          |
| R. Mengoni    | 2        | -2       | 1           | 0          | 0                     | -0                    | 0                     | 0                     | 2        | -2     | 1           | 0          |
| F. Minarini   | 16+2     | 2        | 2           | 0          | 0                     | 0                     | 0                     | 0                     | 18       | 2      | 2           | 0          |
| D. Moi        | 11+1     | 0        | 6+1         | 2          | 0                     | 0                     | 0                     | 0                     | 12       | 0      | 7           | 2          |
| D. Paparusso  | 15       | 0        | 5           | 0          | 3                     | 0                     | 0                     | 0                     | 18       | 0      | 5           | 0          |
| J. Piroska    | 6+1      | 1        | 1           | 0          | 0                     | 0                     | 0                     | 0                     | 7        | 1      | 1           | 0          |
| M. Rossetti   | 7        | 0        | 0           | 0          | 2                     | 1                     | 0                     | 0                     | 9        | 1      | 0           | 0          |
| S. Russo      | 37+2     | -48      | 1           | 0          | 3                     | -4                    | 1                     | 0                     | 42       | -52    | 2           | 0          |
| R. Sabato     | 19       | 0        | 7           | 0          | 1                     | 0                     | 0                     | 0                     | 20       | 0      | 7           | 0          |
| A. Saraniti   | 32+1     | 7        | 10          | 1          | 3                     | 2                     | 0                     | 0                     | 36       | 9      | 10          | 1          |
| F. Scapellato | 18       | 0        | 2           | 0          | 3                     | 0                     | 0                     | 0                     | 21       | 0      | 2           | 0          |
| P. Sicignano  | 24+1     | 1        | 0           | 1          | 2                     | 0                     | 0                     | 0                     | 27       | 1      | 0           | 1          |
| L. Silvestri  | 11+2     | 0        | 4           | 2          | 0                     | 0                     | 0                     | 0                     | 13       | 0      | 4           | 2          |
| A. Sowe       | 16+2     | 6        | 2+1         | 0          | 0                     | 0                     | 0                     | 0                     | 18       | 6      | 3           | 0          |
| M. Sowe       | 1        | 0        | 0           | 0          | 0                     | 0                     | 0                     | 0                     | 1        | 0      | 0           | 0          |
| G. Surace     | 6        | 0        | 0           | 0          | 0                     | 0                     | 0                     | 0                     | 6        | 0      | 0           | 0          |
| S. Tindo      | 6        | 0        | 0           | 0          | 3                     | 0                     | 0                     | 0                     | 9        | 0      | 0           | 0          |
| F. Torelli    | 9        | 0        | 4           | 0          | 0                     | 0                     | 0                     | 0                     | 9        | 0      | 4           | 0          |
| L. Usai       | 7        | 0        | 1           | 0          | 1                     | 0                     | 0                     | 0                     | 8        | 0      | 1           | 0          |
| L. Viola      | 13+2     | 4+1      | 6           | 1          | 0                     | 0                     | 0                     | 0                     | 15       | 5      | 6           | 1          |
| A. Yabré      | 32+2     | 0        | 7           | 0          | 2                     | 0                     | 0                     | 0                     | 36       | 0      | 7           | 0          |

## Giovanili

### Organigramma
Direttivo
- Direttore Settore Giovanile e Scuola Calcio: Rino Putrino
- Segreteria Scuola Calcio: Lorenza Zangari

Giovanissimi
- Allenatore: Giorgio Addesi
- Preparatori dei portieri: Salvatore Periti, Giuseppe Graci

Allievi
- Allenatore: Michele Marturano
- Preparatore Atletico: Marco Villafane

Juniores
- Allenatore: Vincenzo Bruni
- Allenatore in seconda: Lorenzo Muscaglione
- Preparatore Atletico: Marco Villafane